# Zhichihuo yuanjiao
Zhichihuo yuanjiao är en fjärilsart som beskrevs av Yang 1978. Zhichihuo yuanjiao ingår i släktet Zhichihuo och familjen mätare. Inga underarter finns listade i Catalogue of Life.